# Inconsciente personal
Inconsciente personal es la denominación establecida por el psiquiatra y psicólogo suizo Carl Gustav Jung al inconsciente freudiano, a modo de primer nivel o estrato en el inicio de una psique inconsciente que desde el modelo de su psicología analítica, y a diferencia del de Freud, prosiguiría ad infinitum a un nivel más profundo denominado inconsciente colectivo.

## Denominación
La conceptualización de la teoría del inconsciente, además de otras razones de diversa índole, generará la separación entre Freud y Jung. Será este último el que replantee y amplie el carácter personal del inconsciente freudiano, extendiéndolo a una profundidad psíquica de mayor cuantía a la que denominó lo inconsciente colectivo.
Para establecer dicha diferenciación, debía aceptarse a su vez la validez de un nivel inconsciente depositario de toda la historia individual, a diferencia de un nivel más profundo en donde prevaleciera una autonomía independiente y preexistente al individuo, un substrato apriorístico en donde se produjera una inversión de carácter al toparse con la matriz colectiva de toda la historia de la humanidad. Si en Freud hallamos un determinismo psíquico inconsciente gracias a una inevitable disociación psicológica, en Jung nos encontramos con un determinismo suprapersonal que reside en el germen del individuo, la humanidad y el universo, mediado por los arquetipos.

Al principio, el concepto de lo inconsciente se limitó al estado de contenidos reprimidos u olvidados. En Freud, aunque lo inconsciente ya aparece — al menos metafóricamente — como sujeto agente, en lo esencial no es otra cosa que el lugar donde se reúnen todos esos contenidos reprimidos y olvidados, teniendo por eso una importancia exclusivamente práctica. Por lo tanto, según esta opinión, lo inconsciente es solo de naturaleza personal, aunque por otra parte Freud ya vio el carácter arcaico-mitológico de lo inconsciente.

Y prosigue:

Una capa, en cierto modo superficial, de lo inconsciente es sin duda alguna personal. La designamos con el nombre de inconsciente personal. Pero esa capa descansa sobre otra más profunda que ya no procede de la experiencia personal ni constituye una adquisición propia, sino que es innata. Esa capa más profunda es lo así llamado inconsciente colectivo. He elegido el término «colectivo» porque tal inconsciente no es de naturaleza individual sino general, es decir, a diferencia de la psique personal, tiene contenidos y formas de comportamiento que son iguales cum grano salis en todas partes y en todos los individuos. Es, con otras palabras, idéntico a sí mismo en todos los hombres y por eso constituye una base psíquica general de naturaleza suprapersonal que se da en cada individuo.

En conclusión, el inconsciente quedará estratificado en dos niveles:
1. La propia denominación del inconsciente de Freud, al que llamará inconsciente personal, aceptando y diferenciando así la postulación freudiana, y donde los contenidos centrales o constelaciones del inconsciente serán distinguidos bajo el término de complejos, residiendo un arquetipo en el núcleo de cada uno de ellos.
2. Y el propio inconsciente colectivo, sede de los arquetipos.